# Liste der Baudenkmäler in Adelsdorf
Auf dieser Seite sind die Baudenkmäler in der mittelfränkischen Gemeinde Adelsdorf zusammengestellt. Diese Tabelle ist eine Teilliste der Liste der Baudenkmäler in Bayern. Grundlage ist die Bayerische Denkmalliste, die auf Basis des Bayerischen Denkmalschutzgesetzes vom 1. Oktober 1973 erstmals erstellt wurde und seither durch das Bayerische Landesamt für Denkmalpflege geführt wird. Die folgenden Angaben ersetzen nicht die rechtsverbindliche Auskunft der Denkmalschutzbehörde.

## Baudenkmäler nach Gemeindeteilen

### Adelsdorf
| Lage                          | Objekt                                   | Beschreibung | Akten-Nr.              | Bild           |
| ----------------------------- | ---------------------------------------- | --- | ---------------------- | -------------- |
| Blumengasse 6 (Standort)      | Kleinhaus                                | Eingeschossiger traufständiger Massivbau mit einseitigem Halbwalm, 18./19. Jahrhundert | D-5-72-111-7 Wikidata  | weitere Bilder |
| Blumengasse 8 (Standort)      | Kleinhaus                                | Eingeschossiger massiver Halbwalmdachbau, zweite Hälfte 19. Jahrhundert | D-5-72-111-8 Wikidata  | weitere Bilder |
| Blumengasse 8 (Standort)      | Scheune                                  | Eingeschossiger Sandsteinquaderbau mit Satteldach, gleichzeitig | D-5-72-111-8 Wikidata  | weitere Bilder |
| Erlanger Straße 14 (Standort) | Kleinhaus                                | Eingeschossiger traufständiger Mansardhalbwalmdachbau, um 1800 | D-5-72-111-10 Wikidata | weitere Bilder |
| Erlanger Straße 14 (Standort) | Remise                                   | Pultdachbau, z. T. Fachwerk, zweite Hälfte 19. Jahrhundert Jh. | D-5-72-111-10 Wikidata | BW             |
| Erlanger Straße 16 (Standort) | Ehemalige Brehm’sche Greisenhausstiftung | Eineinhalbgeschossiger traufständiger Klinkerbau mit Mittelrisalit und Zwerchhaus, bezeichnet „1892“ | D-5-72-111-11 Wikidata | weitere Bilder |
| Hauptstraße 4 (Standort)      | Schloss von Bibra                        | Zweiflügelbau über Hakengrundriss, Nordtrakt zweigeschossiger Massivbau mit Satteldach und Stufengiebel, Osttrakt langgestreckter zweigeschossiger Satteldachbau mit Sandsteinquadererdgeschoss und Fachwerkobergeschoss und -giebel, im Zwickel runder Treppenhausturm, am Südende Schlosskapelle, Saalbau, Sandsteinquaderbau mit Walmdach und Dachreiter mit Zwiebelhaube, bezeichnet „1595“ und 1600, Turm bezeichnet „1614“, Kapelle frühes 18. Jh.; mit Ausstattung | D-5-72-111-12 Wikidata | weitere Bilder |

Bibraschloss Adelsdorf
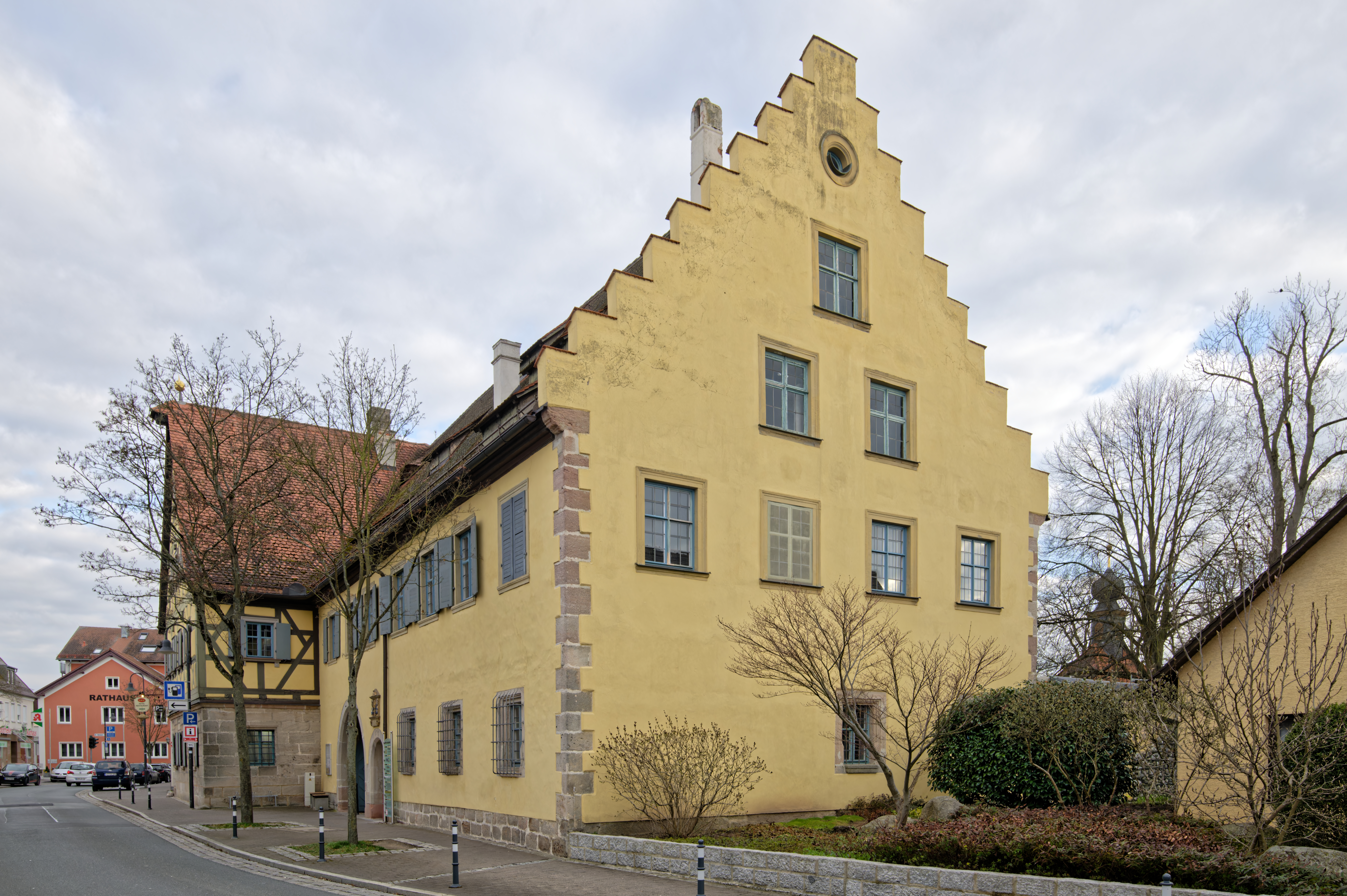
Nordtrakt, von Nordwesten
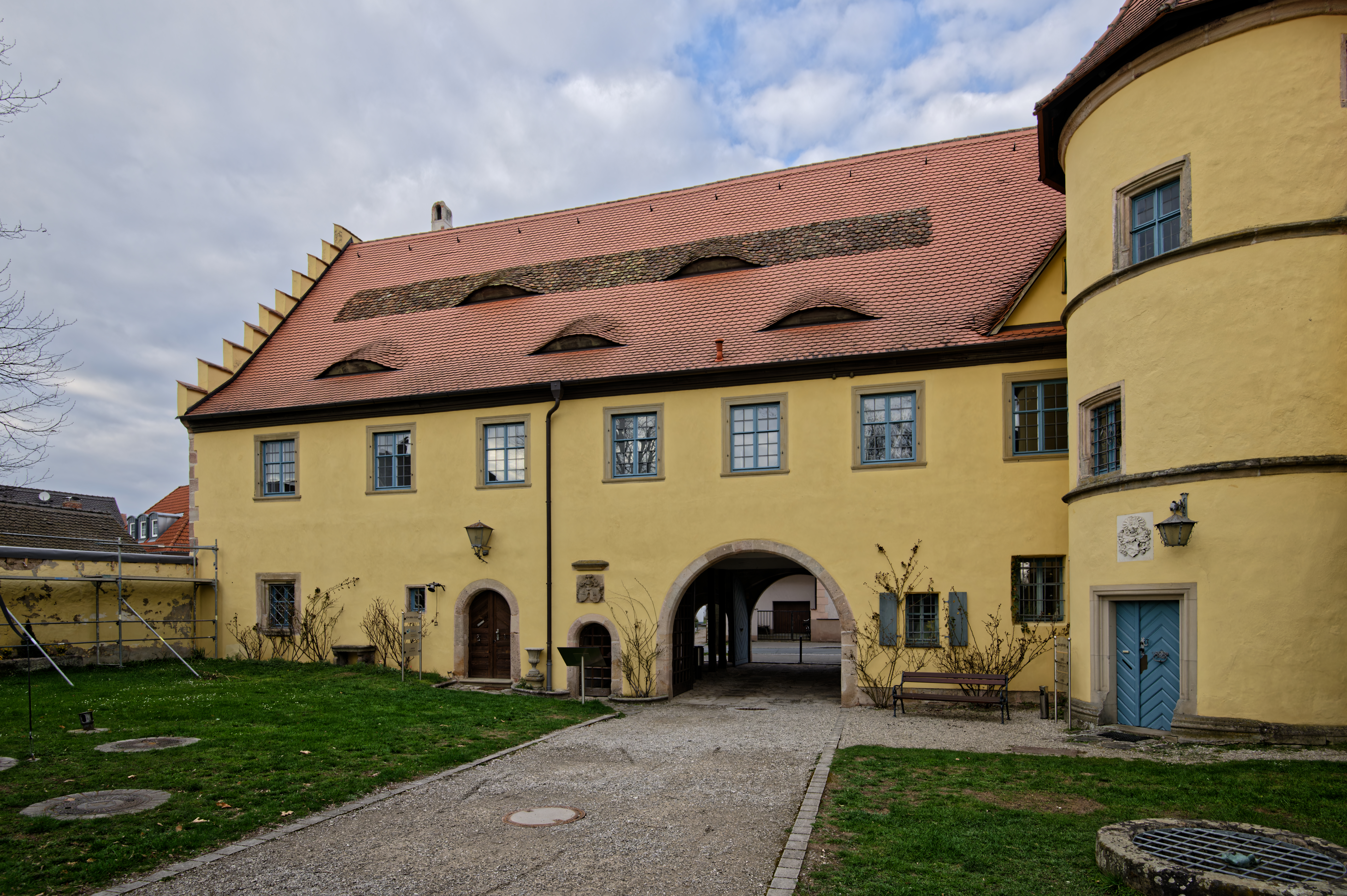
Nordtrakt, von Westen
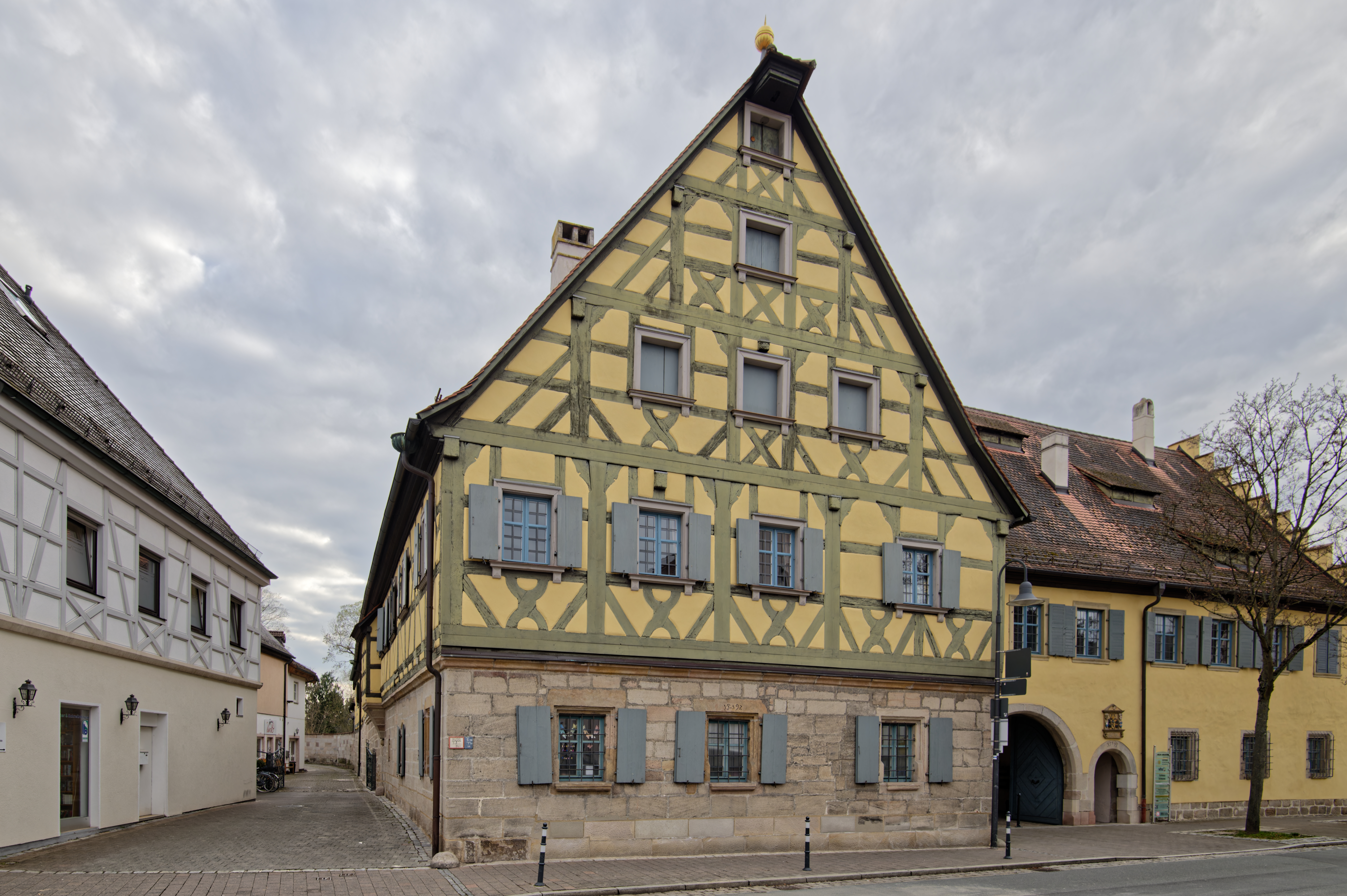
Osttrakt von Osten
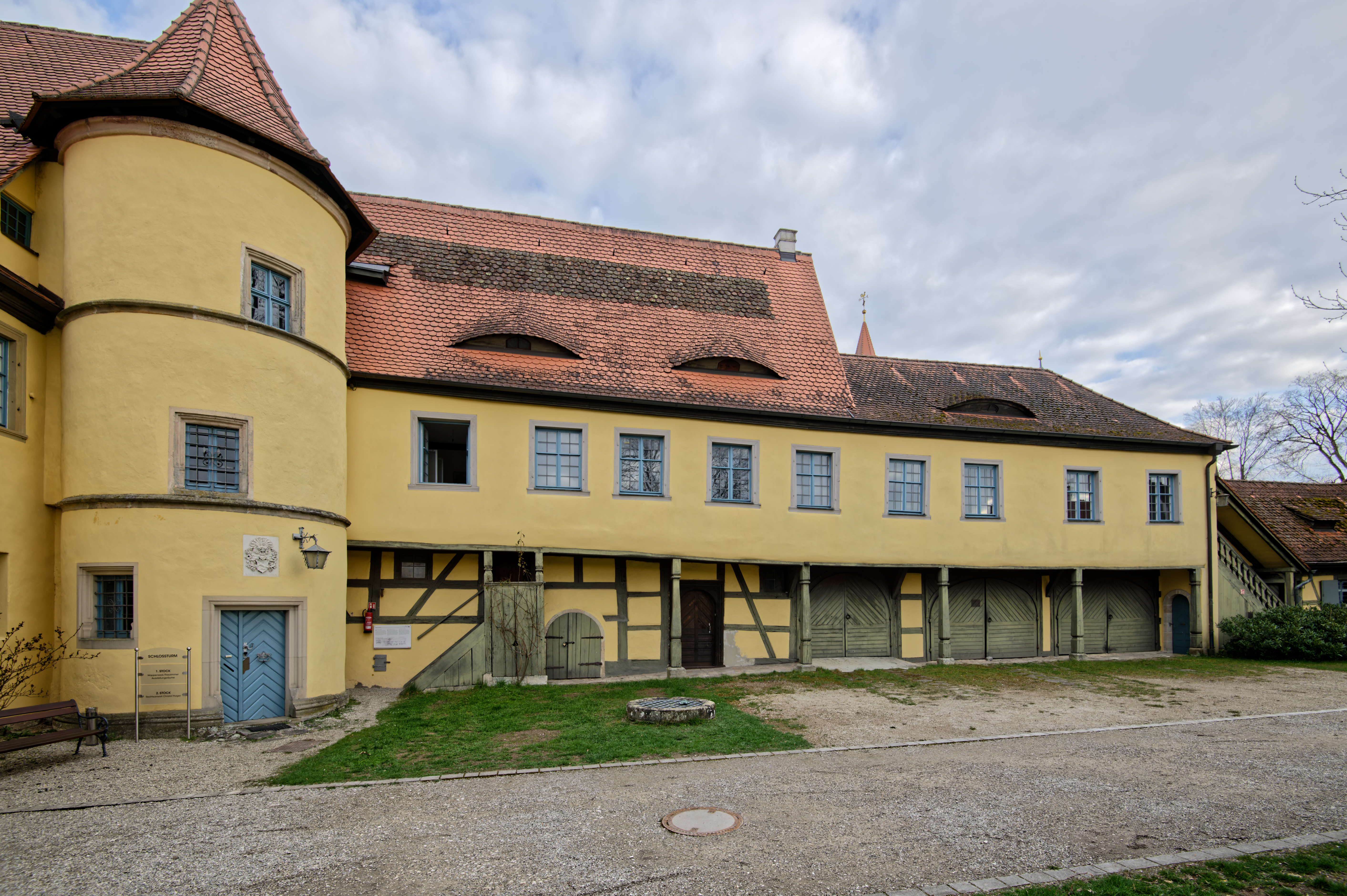
Osttrakt, von Norden
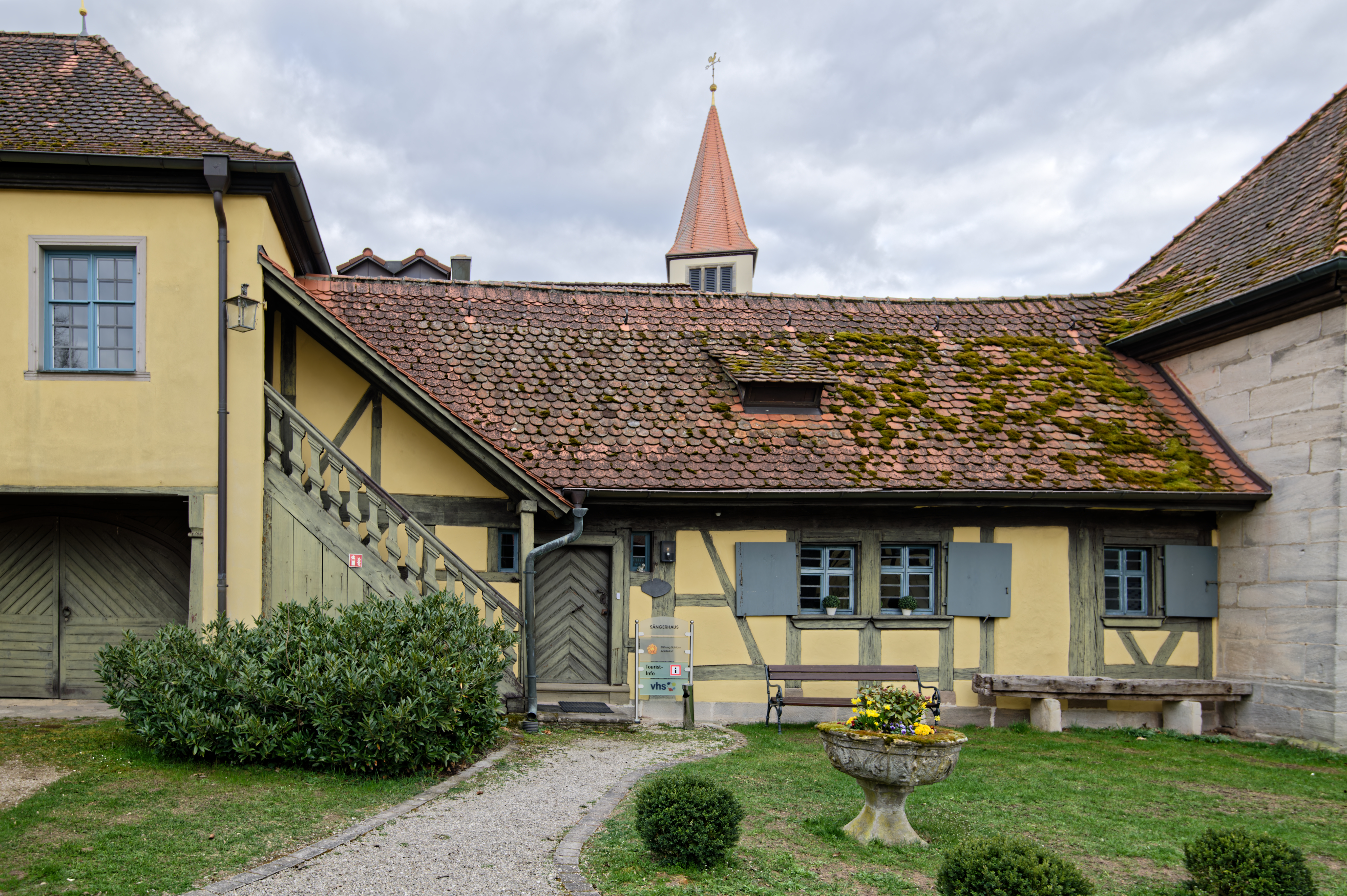
Verbindungsbau vom Osttrakt zur Kapelle, von Norden
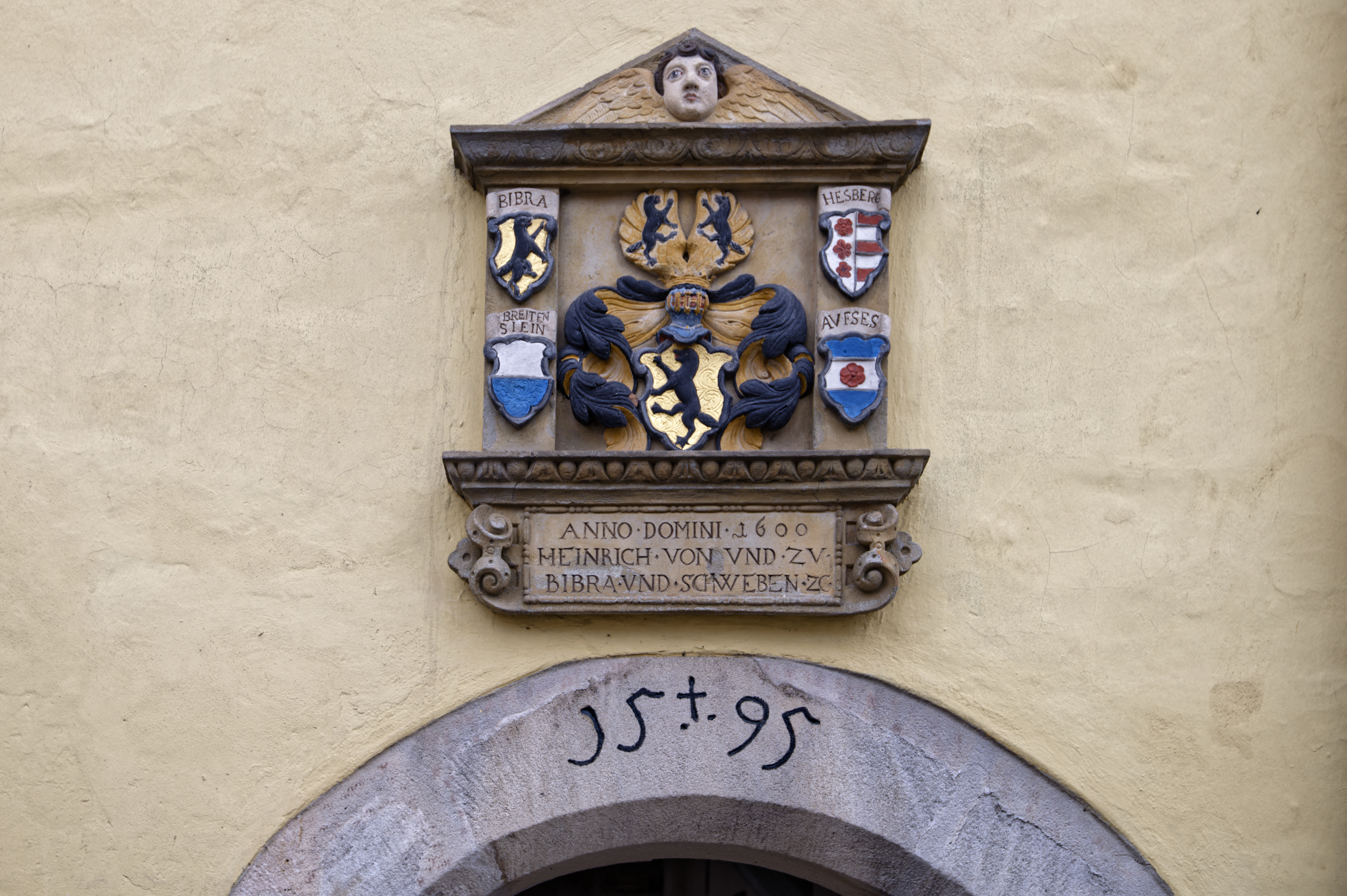
Wappenstein
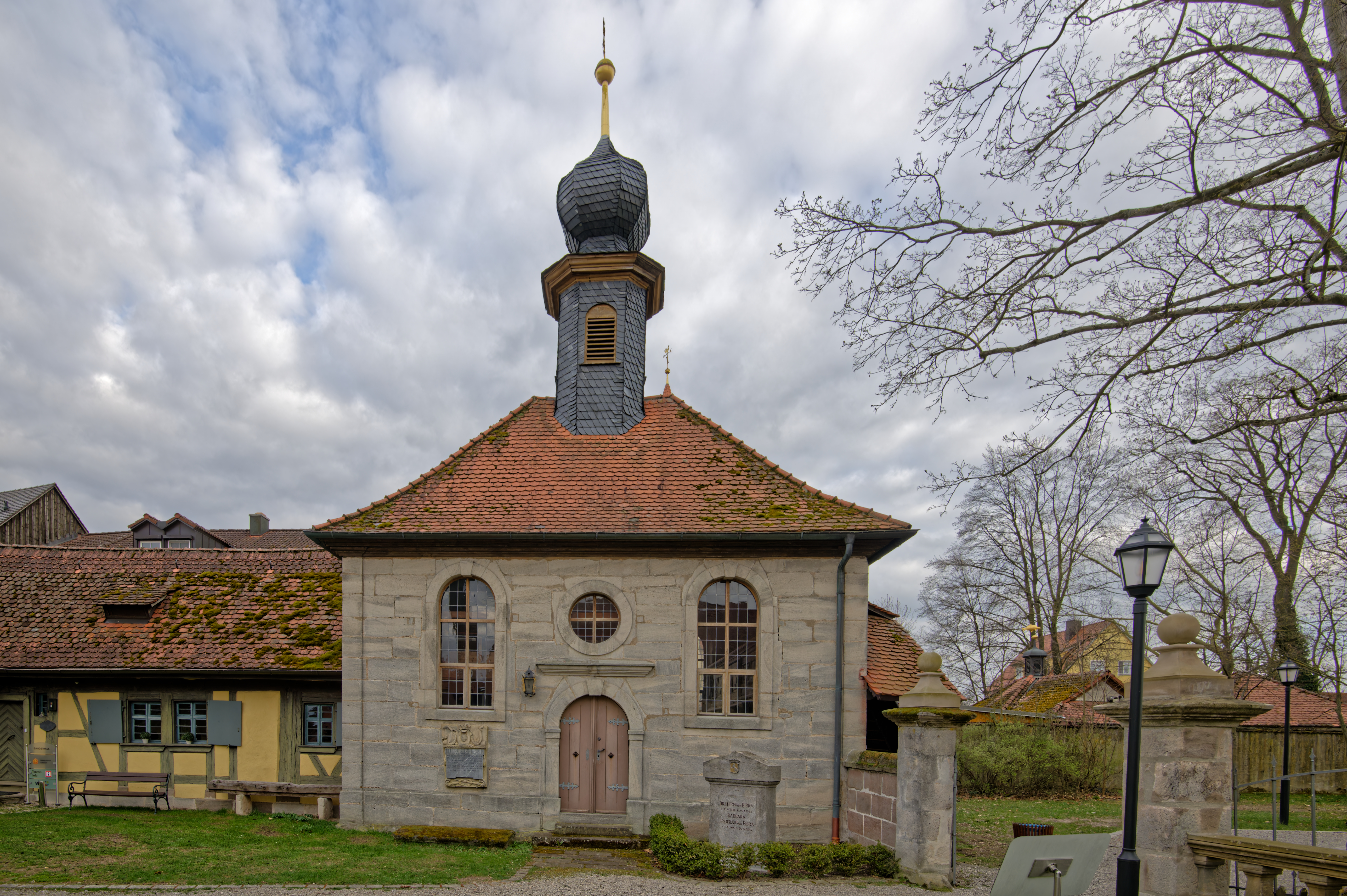
Schlosskapelle, von Norden weitere Bilder
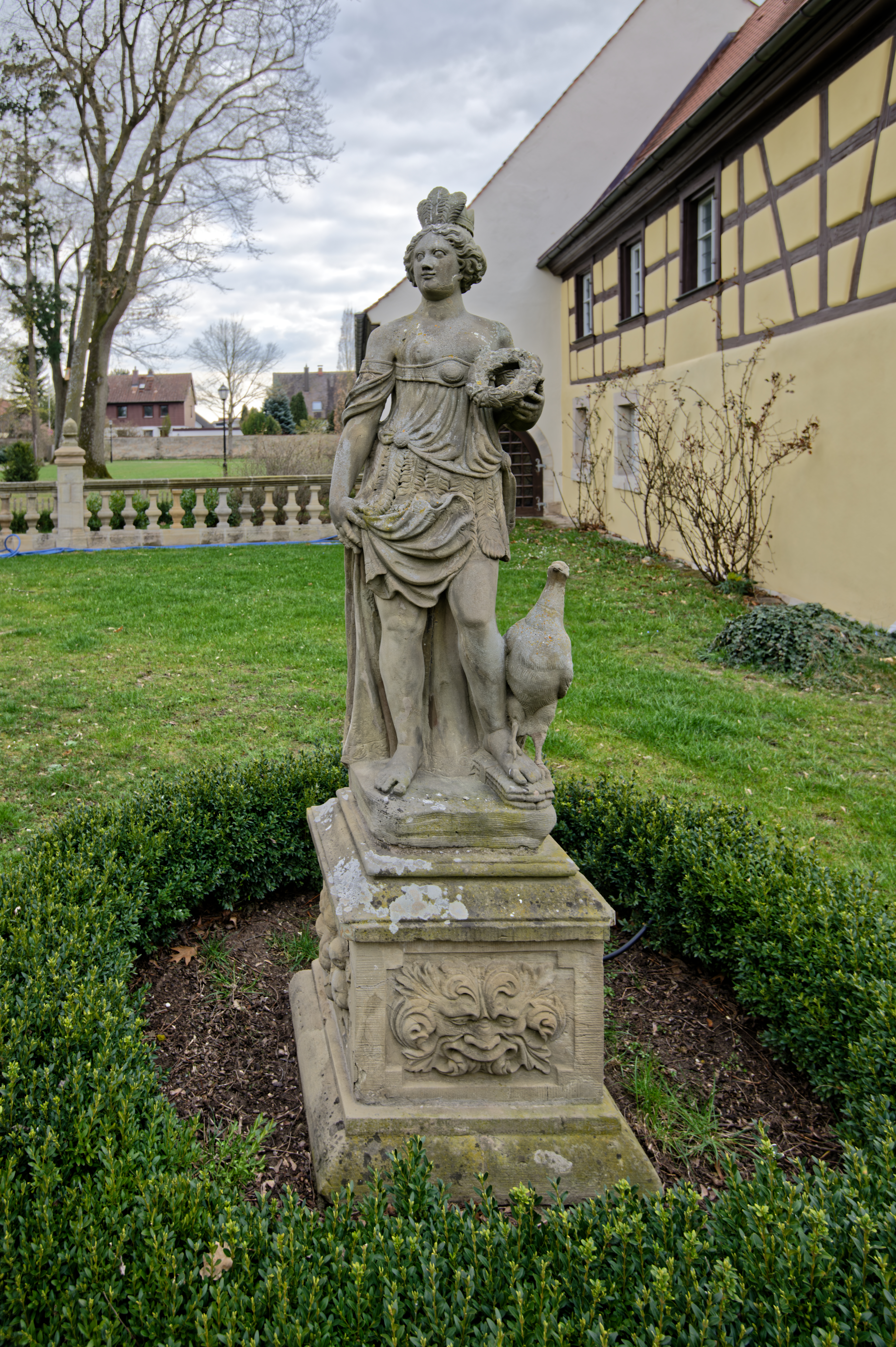
Skulptur

| Lage                            | Objekt                              | Beschreibung | Akten-Nr.              | Bild           |
| ------------------------------- | ----------------------------------- | --- | ---------------------- | -------------- |
| Hauptstraße 4 (Standort)        | Schlosspark                         | Parkanlage mit Ummauerung mit Nischen, Gartentisch und Gartenbank aus Sandstein, 18. Jahrhundert                                                                  | D-5-72-111-12 Wikidata | BW             |
| Hauptstraße 5 (Standort)        | Wohnhaus                            | Zweigeschossiger verputzter Fachwerkbau mit Walmdach, Mitte 18. Jahrhundert                                                                                       | D-5-72-111-13 Wikidata | weitere Bilder |
| Hauptstraße 14 (Standort)       | Katholische Pfarrkirche St. Stephan | Gruppenbau mit basilikalem Charakter in reduziertem Historismus mit Elementen des Neubarocks und der Neuromanik, 1908–09 von Fritz Fuchsenberger; mit Ausstattung | D-5-72-111-14 Wikidata | weitere Bilder |
| Hauptstraße 26 (Standort)       | Kleinhaus                           | Eingeschossiger Bau mit Satteldach, um 1800 | D-5-72-111-16 Wikidata | weitere Bilder |
| Höchstadter Straße 2 (Standort) | Kleinhaus                           | Eingeschossiger giebelständiger verputzter Halbwalmdachbau, zweite Hälfte 19. Jahrhundert                                                                         | D-5-72-111-17 Wikidata | weitere Bilder |
| Marktplatz 18 (Standort)        | Wohnhaus                            | Zweigeschossiger, verputzter Mansardwalmdachbau mit Gliederungselementen aus Holz, dendrochronologisch datiert auf 1820/21                                        | D-5-72-111-61          | weitere Bilder |
| Rathausplatz 1 (Standort)       | Marter, sogenannte Sebastiansäule   | Würfelsockel mit kräftigem gedrehtem Schaft und Aufsatz mit Kreuz, Sandstein, bezeichnet „1610“                                                                   | D-5-72-111-15 Wikidata | weitere Bilder |
| Schafgasse 7 (Standort)         | Kleinhaus                           | Eingeschossiger traufständiger Satteldachbau mit stichbogigen Fenster- und Türöffnungen, zweite Hälfte 19. Jahrhundert                                            | D-5-72-111-21 Wikidata | weitere Bilder |

### Aisch
| Lage                              | Objekt                                 | Beschreibung | Akten-Nr.              | Bild           |
| --------------------------------- | -------------------------------------- | --- | ---------------------- | -------------- |
| Aischer Hauptstraße 9 (Standort)  | Ehemaliger Gutshof                     | Zweigeschossiger, nach Norden abgewalmter Satteldachbau, massiv und verputztes Fachwerk, zweite Hälfte 18. Jahrhundert, im Kern älter; ehemals zum abgegangenen Schloss gehörig                            | D-5-72-111-24 Wikidata | BW             |
| Aischer Hauptstraße 10 (Standort) | Katholische Pfarrkirche St. Laurentius | Gotische Chorturmanlage, Langhaus mit Walmdach und geradem Abschluss, quadratischer Chorturm mit Spitzhelm, Turm 15. Jahrhundert, Barockisierung des Langhauses um 1701, Erweiterung 1936; mit Ausstattung | D-5-72-111-25 Wikidata | weitere Bilder |
| Marienplatz 1 (Standort)          | Ehemalige Mühle, heute Sägewerk        | Zweigeschossiger Walmdachbau, Ende 18. Jahrhundert | D-5-72-111-26          | weitere Bilder |
| Pfarrweg 2 (Standort)             | Pfarrhaus                              | Zweigeschossiger massiver Walmdachbau mit Eckpilastern und Geschossgesims, erste Hälfte 19. Jahrhundert;                                                                                                   | D-5-72-111-27 Wikidata | BW             |
| Uttstadter Straße 1 (Standort)    | Ehemalige Mühle: Scheune               | Eingeschossiger Satteldachbau, zweite Hälfte 19. Jahrhundert | D-5-72-111-26          | BW             |

### Heppstädt
| Lage                   | Objekt  | Beschreibung                                                                                   | Akten-Nr.              | Bild |
| ---------------------- | ------- | ---------------------------------------------------------------------------------------------- | ---------------------- | ---- |
| Heppstädt 3 (Standort) | Scheune | Massiver Satteldachbau mit Eckquaderung und kleinen halbrunden Öffnungen, Mitte 9. Jahrhundert | D-5-72-111-54 Wikidata | BW   |

### Lauf
| Lage                 | Objekt                 | Beschreibung | Akten-Nr.              | Bild           |
| -------------------- | ---------------------- | --- | ---------------------- | -------------- |
| Lauf 18 (Standort)   | Laufer Mühle: Wohnhaus | Zweigeschossiger Mansardwalmdachbau mit Ecklisenen und eingeschossigen Eckpavillons mit Haubendächern, Portal mit Volutenabschluss und Reliefbekrönung, neubarock, bezeichnet „1922“ | D-5-72-111-28 Wikidata | BW             |
| Lauf 18 (Standort)   | Laufer Mühle: Mühle    | Mächtiger, zwei- und dreigeschossiger Satteldachbau mit Kniestock, Zwerchhaus, Ecklisenen und Traufgesims, um 1908.                                                                  | D-5-72-111-28 Wikidata | weitere Bilder |
| Mühläcker (Standort) | Marter                 | Würfelsockel mit rundem Schaft und vierseitigem Aufsatz, Bekrönungskreuz, Sandstein, bezeichnet „1747“                                                                               | D-5-72-111-45 Wikidata | weitere Bilder |

### Neuhaus
| Lage                                                                           | Objekt                                           | Beschreibung | Akten-Nr.              | Bild           |
| ------------------------------------------------------------------------------ | ------------------------------------------------ | --- | ---------------------- | -------------- |
| Nähe Heppstädter Straße; Adelsdorfer Straße/Ecke Heppstädter Straße (Standort) | Fischhaus                                        | Zweigeschossiger Zeltdachbau mit Fachwerkobergeschoss, Mitte 18. Jahrhundert, südlich eingeschossiger verbretterter Satteldachanbau, jünger; von Damm erschlossen in zugehörigem Fischweiher gelegen | D-5-72-111-37 Wikidata | weitere Bilder |
| Neuhauser Hauptstraße 44 (Standort)                                            | Evangelisch-lutherische Pfarrkirche St. Matthäus | Mittelalterliche Chorturmanlage, Langhaus mit Satteldach und Chorturm mit Spitzhelm, Turm 15. Jahrhundert, Langhausumgestaltung bzw. -erweiterung um 1600 und zweite Hälfte 17. Jahrhundert; mit Ausstattung | D-5-72-111-31 Wikidata | weitere Bilder |
| Schloßstraße, vor dem Schloss (Standort)                                       | Brunnen mit Tränke                               | Einfassung und Trog aus Sandstein, 18./19. Jahrhundert | D-5-72-111-38 Wikidata | BW             |
| Nähe Schloßstraße; beim Zugang zum Schloss (Standort)                          | Kapelle                                          | Kleiner quadratischer Saalraum mit Satteldach und kräftigem Giebelreiter mit welscher Haube, historistisch, um 1880; mit Ausstattung | D-5-72-111-36 Wikidata | weitere Bilder |
| Schloßstraße 18 (Standort)                                                     | Wohnhaus                                         | Zweigeschossiger Walmdachbau, Obergeschoss verputztes Fachwerk, 18. Jahrhundert | D-5-72-111-32 Wikidata | BW             |
| Schloßstraße 18 (Standort)                                                     | Zwei Stadel                                      | Fachwerk, 18. Jahrhundert | D-5-72-111-32 Wikidata | BW             |
| Schloßstraße 24 (Standort)                                                     | Wasserschloss                                    | Zweigeschossige Vierflügelanlage mit Satteldächern und Sockelgeschoss, im Westen runder Eckturm mit Zwiebelhaube, allseitig von Wassergraben umgeben, mit Brückenzugang von Süden, Untergeschoss des Turmes zweite Hälfte 15. Jahrhundert, Schlossgebäude im Wesentlichen zweite Hälfte 17. Jahrhundert; mit Ausstattung | D-5-72-111-34          | weitere Bilder |
| Nähe Schloßstraße (Standort)                                                   | Tor                                              | Rundbogentor mit gestuftem Giebel, Ende 19. Jahrhundert | D-5-72-111-34          | weitere Bilder |
| Schloßstraße 25; Schloßstraße 29 (Standort)                                    | Ehemalige Schlossscheune                         | Mehrteiliger Scheunenkomplex in Form einer Wehranlage, Sandsteinquader mit Fachwerk, im Kern 17./18. Jahrhundert, erweitert nach 1821 | D-5-72-111-55 Wikidata | BW             |

### Uttstadt
| Lage                                                     | Objekt    | Beschreibung | Akten-Nr.              | Bild           |
| -------------------------------------------------------- | --------- | --- | ---------------------- | -------------- |
| Von Aisch nach Lauf; 500 m nördlich des Ortes (Standort) | Bildstock | Rechteckiger Diamantsockel, gedrungener runder Schaft mit vierseitigem Aufsatz mit Rundbögen, Sandstein, bezeichnet „1718“ | D-5-72-111-40 Wikidata | weitere Bilder |

### Weppersdorf
| Lage                             | Objekt                       | Beschreibung | Akten-Nr.              | Bild           |
| -------------------------------- | ---------------------------- | --- | ---------------------- | -------------- |
| Aisch; In Weppersdorf (Standort) | Aischbrücke                  | Dreibogige Sandsteinbrücke, 1938/39 gebaut, 1959 wiedererrichtet                                                              | D-5-72-111-59 Wikidata | weitere Bilder |
| In Weppersdorf (Standort)        | Ziehbrunnen                  | Rundes Brunnenbecken aus Sandsteinquadern mit zwei Sandsteinsäulen ein polygonales Zeltdach tragend, 18. Jahrhundert          | D-5-72-111-47 Wikidata | weitere Bilder |
| In Weppersdorf (Standort)        | Katholische Kapelle St. Anna | Saalbau mit Satteldach, nicht eingezogenem Polygonalchor und Dachreiter mit Zwiebelhaube, 1925; mit Ausstattung               | D-5-72-111-43 Wikidata | weitere Bilder |
| In Weppersdorf (Standort)        | Kreuzigungsgruppe            | gegliederte Sandsteinwand mit Sandsteinskulpturen, in einer Nische Sandsteinpietà, bezeichnet „1854“                          | D-5-72-111-44 Wikidata | weitere Bilder |
| In Weppersdorf (Standort)        | Drei Kreuzsteine             | Sandstein, spätmittelalterlich                                                                                                | D-5-72-111-46 Wikidata | BW             |
| Weppersdorf 1 (Standort)         | Wohnhaus                     | Zweigeschossiger Mansarddachbau mit Ecklisenen und Gesims, frühes 19. Jahrhundert                                             | D-5-72-111-41 Wikidata | weitere Bilder |
| Weppersdorf 5 (Standort)         | Bauernhof: Wohnhaus          | Zweigeschossiger Satteldachbau mit Ecklisenen und Gurtgesimsen, Anfang 19. Jahrhundert mit Stallteil des 18./19. Jahrhunderts | D-5-72-111-58 Wikidata | weitere Bilder |
| Weppersdorf 23 (Standort)        | Bauernhof: Wohnhaus          | Zweigeschossiger Walmdachbau mit Ecklisenen, zweite Hälfte 19. Jahrhundert, im Kern um 1800, verändert Mitte 19. Jahrhundert  | D-5-72-111-42 Wikidata | weitere Bilder |
| Weppersdorf 23 (Standort)        | Bauernhof, Stall             | Eingeschossiger Satteldachbau mit Ecklisenen                                                                                  | D-5-72-111-42 Wikidata | BW             |
| Weppersdorf 23 (Standort)        | Bauernhof: Scheune           | Eingeschossiger Sandsteinquaderbau mit mächtigem Halbwalmdach und Eckpilastern, um 1800                                       | D-5-72-111-42 Wikidata | BW             |
| Weppersdorf 23 (Standort)        | Bauernhof: Remise            | zweigeschossiger Frackdachbau mit hölzernem Vordach, 2. Hälfte 19. Jh.                                                        | D-5-72-111-42 Wikidata | BW             |
| Weppersdorf 23 (Standort)        | Bauernhof, Backhaus          | Massivbau mit Satteldach, Mitte 19. Jahrhundert                                                                               | D-5-72-111-42 Wikidata | BW             |
| Weppersdorf 23 (Standort)        | Bauernhof: Einfriedung       | Steinquaderpfosten mit Ornamenteisenzaun, 2. Hälfte 19. Jh.                                                                   | D-5-72-111-42 Wikidata | BW             |
| Weppersdorf 23 (Standort)        | Bauernhof: Hoffigur          | neubarocke Marienskulptur auf geschwungenem Podest, Sandstein, um 1910                                                        | D-5-72-111-42 Wikidata | BW             |

### Wiesendorf
| Lage                                                                           | Objekt     | Beschreibung | Akten-Nr.              | Bild |
| ------------------------------------------------------------------------------ | ---------- | --- | ---------------------- | ---- |
| Röte; an der Straße nach Zeckern; vor dem Grundstück Flurnummer 192 (Standort) | Steinkreuz | 17. Jahrhundert | D-5-72-111-52 Wikidata | BW   |
| Wiesendorf 3 (Standort)                                                        | Scheune    | Massivbau mit Satteldach und Eckpilaster, rechtwinklig angebaut Remise, Fachwerkbau mit einseitig herabgezogenem Halbwalmdach, Mitte 19. Jahrhundert | D-5-72-111-48 Wikidata | BW   |
| Wiesendorf 7 (Standort)                                                        | Scheune    | 18. Jahrhundert | D-5-72-111-49 Wikidata | BW   |
| Wiesendorf 9 (Standort)                                                        | Kruzifix   | Holz, erste Hälfte 19. Jahrhundert | D-5-72-111-50 Wikidata | BW   |
| Wiesendorf 10 a (Standort)                                                     | Scheune    | Fachwerkbau mit Satteldach, 18. Jahrhundert | D-5-72-111-51 Wikidata | BW   |

## Ehemalige Baudenkmäler
| Lage                                            | Objekt                  | Beschreibung                                                                                | Akten-Nr.              | Bild           |
| ----------------------------------------------- | ----------------------- | ------------------------------------------------------------------------------------------- | ---------------------- | -------------- |
| Adelsdorf Alte Burgstraße 10 (Standort)         | Wohnstallhaus           | Eingeschossiger verputzter Satteldachbau aus Sandsteinquadern, erste Hälfte 19. Jahrhundert | D-5-72-111-4 Wikidata  | weitere Bilder |
| Adelsdorf Blumengasse 4                         | Kleinhaus               | Eingeschossiger traufständiger Satteldachbau, 18./19. Jahrhundert, stark erneuert           | D-5-72-111-6 Wikidata  | weitere Bilder |
| Höchstadter Straße 3                            | Kleinhaus               | Eingeschossiger giebelständiger Halbwalmdachbau, zweite Hälfte 19. Jahrhundert              | D-5-72-111-18 Wikidata | weitere Bilder |
| Adelsdorf Schafgasse 3                          | Kleinhaus               | Eingeschossiger giebelständiger Satteldachbau, erste Hälfte 19. Jahrhundert                 | D-5-72-111-20 Wikidata | weitere Bilder |
| Neuhaus An der Straße nach Adelsdorf            | Martersäule             | Wohl um 1700                                                                                | D-5-72-111-39 Wikidata | BW             |
| Neuhaus Neuhauser Hauptstraße 2                 | Frackdachhaus mit Anbau | Erste Hälfte 19. Jahrhundert                                                                | D-5-72-111-30 Wikidata | BW             |
| Neuhaus Schloßstraße; gegenüber Schloßstraße 27 | Scheune                 | 18./19. Jahrhundert; in städtebaulicher Verbindung zur ehemaligen Schlossscheunenanlage     | D-5-72-111-57 Wikidata | BW             |
| Neuhaus Schloßstraße                            | Brunnen                 | Sandstein, 18. Jahrhundert                                                                  | D-5-72-111-35 Wikidata | BW             |
| Neuhaus Schloßstraße 27                         | Kleinbauernhaus         | Erdgeschossiger Satteldachbau, bezeichnet „1844“                                            | D-5-72-111-56 Wikidata | BW             |
| Weppersdorf Weppersdorf 5                       | Bauernhof: Scheune      | Mit Halbwalm, 18. Jahrhundert                                                               | D-5-72-111-58 Wikidata | BW             |